# 伊东大贵
伊东大贵（日语：／ Ito Daiki，1985年12月27日—），日本男子跳台滑雪运动员。他曾代表日本参加2006年、2010年、2014年和2018年冬季奥林匹克运动会跳台滑雪比赛，其中2014年冬季奥运会获得一枚铜牌。